# Bouton (Santa Lucía)
Bouton es una localidad de Santa Lucía que forma parte del distrito de Soufrière.